# ابیات حسین (یمن)
أبیات حُسین روستایی تاریخی از توابع استان حُدَیده در کشور یمن و در شبه جزیره عربستان واقع می‌باشد. 
این روستای باستانی در پایهٔ کوه (سُردُد) در اعمال درهٔ وادی (الزهرة) واقع شده‌است. مؤرخ و تاریخ‌نویس مشهور «الجَندی» می‌گوید: در دوران گذشته روستایی بسیار آباد وپررونق بوده‌است، و از این روستا فقها و علماء و شعراء بسیاری برخاسته‌اند و شهرتش آفاق گرفته بوده‌است. اما در حال حاضر روستا به حالت مخروبه ومتروک دیده می‌شود.